# Петубаст III
Петубаст III (Петубастис III, личное имя — Сехерибре Петубаст) — предполагаемый древнеегипетский правитель ок. 522—520 годов до н. э. Он восстал прoтив персидского владычества и сатрапа Арианда. Имя Петубаста означает «Дарованный Баст».

## Биография
Петубаст был египетским князем и, вероятно, членом царской Саисской династии, стремящейся к власти и контролю всего Египта. Несмотря на титулы фараона, он остаётся неразгаданной личностью в египетской истории.

### Свидетельства античных авторов
Петубаст, вероятно, воспользовался смутой после смерти Камбиса II, когда Бардия узурпировал власть, и поднял мятеж. По словам древнегреческого военного автора Полиэна, в стране сатрапом Ариандом была введена жёсткая система налогообложения. В Бехистунской надписи также упоминаются восстания в этот период, затронувшие не только Египет, но и другие земли Персидской империи. Автор надписи Дарий I не останавливался подробно на методах подавления восстания в Египте. Полиэн сообщает, что Дарий лично прибыл в Египет подавить восстание, въехал в Мемфис во время траура по священному быку Апису. Чтобы получить расположение местных жителей, он обещал сто талантов серебром тому, кто приведёт нового священного быка. Вероятно, восстание Петубаста подавил в 520 году до н. э. сатрап Арианд до приезда Дария для установления местных законов два года спустя.

### Археологические сведения
Существование мятежника Петубаста подтверждено надписями на двух печатях и одной печати-скарабее, где стоит его имя в картуше. Также он упоминается на дверном косяке, покрытом сусальным золотом (Лувр), и на деревянной панели (Болонья: КС 289). Документ 522 года до н. э. отмечает первый год его правления.
В 2014 году Олаф Капер из Лейденского университета заявил, что он нашёл надпись Петубаста III, где описана засада и победа над армией Камбиса II.